# Copa Pelé de 1987
A Copa Pelé de 1987, também conhecida como Mundialito de Futebol Senior foi a primeira edição da competição entre seleções de futebol da categoria masters (acima de 34 anos).
O torneio foi idealizado pelo locutor esportivo Luciano do Valle junto a empresários e organizado pela Rede Bandeirantes.

## Competição
O critério para a escolha dos participantes da primeira edição foi o de convidar apenas seleções que tivessem vencido por duas vezes a Copa do Mundo FIFA.
Participaram do evento craques como Rivellino, Gérson, Jairzinho, Carpegiani, Djalma Dias, Edu, Dadá Maravilha, Uwe Seeler, Paul Breitner, Gerd Müller, Giacinto Facchetti e Roberto Boninsegna. Pelé esteve em campo apenas na estreia do torneio.
Os estádios que abrigaram os jogos do torneio foram a Vila Belmiro, o Pacaembu, o Canindé, estádio da USP e o Beira-Rio.
A competição foi realizada em formato de grupo único, com os dois primeiros colocados se classificando para a final.
Brasil e Argentina protagonizaram a final no estádio do Pacaembu, para mais de 50 mil torcedores. Os argentinos venceram por 1 a 0, com gol de Felman, atacante que havia acabado de encerrar a carreira após ser ídolo de Boca Júniors, Gimnasia e Valência.
| Equipe             | Participação |
| ------------------ | ------------ |
| Alemanha Ocidental | 1ª           |
| Argentina          | 1ª           |
| Brasil             | 1ª           |
| Itália             | 1ª           |
| Uruguai            | 1ª           |

## Tabela

### Fase classificatória
| 4 de janeiro de 1987 | Alemanha Ocidental | 1 – 1     | Argentina    | Estádio Vila Belmiro, Santos, SP                                                    |
| 17:00                | Kremers 80'        | Relatório | 12' González | Árbitro: Arnaldo Cezar Coelho Auxiliares: Alberto Michelotti e José de Assis Aragão |

| - Alemanha Ocidental: Kleff; Zembski, Rüssmann, Weber (Müller) e Kremers; Köppel (Wosab), Geye (Herzog), Gersdorff (Emmerich) e Breitner; Fischer e Held. Técnico: Horst Köppel. - Argentina: Buttice; Squeo, Piris, Mouzo e Cortés; Berta, Brindisi (Zywica) e Babington; González (Veglio), Felman (Albrecht) e Más. Técnico: Carmelo Faraone. |

| 4 de janeiro de 1987 | Brasil                                    | 3 – 0     | Itália | Estádio do Pacaembu, São Paulo, SP                                       |
| 19:30                | Lelli 29' (GC) · Rivelino 69' · Dario 81' | Relatório |        | Árbitro: Ramón Barreto Auxiliares: Walter Eschweiler e Arturo Ithurralde |

| - Brasil: Ado; Toninho Baiano, Djalma Dias, Alfredo Mostarda e Marco Antônio; Teodoro (Dario), Paulo César Carpegiani e Rivellino (Dicá); Cafuringa (Lola), Pelé e Edu. Técnico: Luciano do Valle. - Itália: Albertosi; Cuccureddu, Lelli (Poletti), Facchetti e Maldera; Bellugi, Marini e Damiani (Scala); Sala (Morini), Boninsegna e Savoldi. Técnico: Renzo Rovatti. |

| 7 de janeiro de 1987 | Brasil | 0 – 0     | Uruguai | Estádio Vila Belmiro, Santos, SP                                              |
| 21:15                |        | Relatório |         | Árbitro: Walter Eschweiler Auxiliares: Alberto Michelotti e Arturo Ithurralde |

| - Brasil: Renato; Toninho Baiano, Djalma Dias, Alfredo Mostarda e Marco Antônio (Romeu); Teodoro, Clodoaldo (Dario), Paulo César Carpegiani (Dicá) e Rivelino; Jairzinho (Cafuringa) e Edu. Técnico: Luciano do Valle. - Uruguai: Corbo; Blanco, Gerolami, Roux e Cardaccio; Ramón Silva, Manero e Lattuada (Cabrera); Héctor Silva (Morales), Ayres (Castillo) e Yáñez (Cruz). Técnico: Ángel Castlenoble. |

| 9 de janeiro de 1987 | Alemanha Ocidental     | 2 – 1 | Itália      | Estádio Vila Belmiro, Santos, SP                                                      |
| 21:00                | Breitner 6' · Geye 54' |       | 89' Savoldi | Árbitro: José de Assis Aragão Auxiliares: Romualdo Arppi Filho e Arnaldo Cezar Coelho |

| - Alemanha Ocidental: Kleff; Zembski, Rüssmann, Müller e Kremers; Gersdorff, Herzog (Wosab) e Breitner; Köppel (Geye), Fischer e Held (Emmerich). Técnico: Horst Köppel. - Itália: Bordon; Maldera, Turone, Bellugi (Morini) e Facchetti (Onofre); Cuccureddu, Marini e Scala; Damiani, Boninsegna (Savoldi) e Poletti. Técnico: Renzo Rovatti. |

| 11 de janeiro de 1987 | Uruguai                  | 2 – 1     | Itália         | Estádio Vila Belmiro, Santos, SP                                                   |
| 17:00                 | Yáñez 71' · Castillo 83' | Relatório | 69' Boninsegna | Árbitro: Arturo Ithurralde Auxiliares: José de Assis Aragão e Arnaldo Cezar Coelho |

| - Uruguai: Corbo; Blanco, Gerolami, Roux e Cardaccio; Cabrera, Manero (Castillo) e Lattuada (Noble); Héctor Silva (Morales), Ayres (Cruz) e Yáñez. Técnico: Ángel Castlenoble. - Itália: Bordon; Onofre, Scala, Lelli e Poletti; Cuccureddu, Marini e Turone (Roversi); Boninsegna, Mazzola e Maraschi (Damiani). Técnico: Renzo Rovatti. |

| 11 de janeiro de 1987 | Brasil        | 1 – 3     | Argentina                  | Estádio do Pacaembu, São Paulo, SP                                        |
| 19:30                 | Jairzinho 83' | Relatório | 21' González · 36' 61' Más | Árbitro: Alberto Michelotti Auxiliares: Walter Eschweiler e Ramón Barreto |

| - Brasil: Ado; Toninho Baiano (Gil), Djalma Dias (Chicão), Alfredo Mostarda e Gilberto Sorriso; Teodoro (Clodoaldo), Lola e Romeu (Dario); Cafuringa, Jairzinho e Edu. Técnico: Luciano do Valle. - Argentina: Buttice; Squeo, Piris (Rocchia), Mouzo e Cortés; Berta, Brindisi (Albrecht) e Babington; González (Larrosa), Felman (Zywica) e Más. Técnico: Carmelo Faraone. |

| 13 de janeiro de 1987 | Itália                   | 2 – 1 | Argentina         | Estádio Vila Belmiro, Santos, SP      |
| 21:15                 | Mazzola 4' · Damiani 81' |       | 87' (P) Babington | Árbitro: Dulcídio Wanderley Boschilia |

| - Itália: Albertosi; Onofre, Scala, Lelli e Poletti; Cuccureddu, Marini e Roversi; Boninsegna, Mazzola (Damiani) e Maraschi. Técnico: Renzo Rovatti. - Argentina: Buttice; Squeo, Rocchia (Larrosa), Mouzo e Cortés; Berta (Albrecht), Brindisi (Zywica) e Babington; González, Felman (Ceballos) e Más. Técnico: Carmelo Faraone. |

| 14 de janeiro de 1987 | Uruguai       | 2 – 0 | Alemanha Ocidental | Estádio do Pacaembu, São Paulo, SP |
| 21:15                 | Yáñez 54' 60' |       |                    | Árbitro: Arnaldo Cezar Coelho      |

| - Uruguai: Corbo; Blanco, Gerolami, Roux e Noble; Ramón Silva, Manero e Cabrera; Morales (Lattuada), Yáñez (Héctor Silva) e Castillo (Ayres). Técnico: Ángel Castlenoble. - Alemanha Ocidental: Kleff; Zembski, Rüssmann, Müller e Kremers; Herzog (Wosab), Overath (Gersdorff) e Seeler; Hölzenbein (Geye), Fischer e Held (Emmerich). Técnico: Horst Köppel. |

| 16 de janeiro de 1987 | Argentina                                         | 4 – 0     | Uruguai | Estádio Sady Schmidt, Campo Bom, RS |
| 19:15                 | Berta 1' · Más 19' · Babington 70' · González 84' | Relatório |         | Árbitro: Walter Eschweiler          |

| - Argentina: Buttice; Squeo, Piris, Mouzo e Cortés; Berta, Brindisi (Rocchia) e Babington (Larrosa); González, Felman (Ceballos) e Más (Albrecht). Técnico: Carmelo Faraone. - Uruguai: Corbo; Amaro, Blanco, Gerolami (Sandoval) e Noble; Ramón Silva, Cabrera e Lattuada (Cruz); Manero (Héctor Silva), Yáñez e Castillo (Ayres). Técnico: Ángel Castlenoble. |

| 16 de janeiro de 1987 | Brasil                   | 2 – 1     | Alemanha Ocidental | Estádio Vila Belmiro, Santos, SP                                             |
| 21:15                 | Gil 88' · Rivelino 90+1' | Relatório | 84' Hölzenbein     | Árbitro: Arturo Ithurralde Auxiliares: Ramón Barreto e Roberto Nunes Morgado |

| - Brasil: Renato; Eurico (Toninho Baiano), Djalma Dias, Alfredo Mostarda e Gilberto Sorriso; Paulo César Carpegiani, Lola (Romeu) e Rivelino; Cafuringa (Gil), Jairzinho (Dario) e Edu. Técnico: Luciano do Valle. - Alemanha Ocidental: Kleff; Zembski, Rüssmann, Müller (Wosab) e Kremers; Herzog (Geye), Overath (Emmerich) e Seeler (Fischer); Hölzenbein, Gersdorff e Held. Técnico: Horst Köppel. |

### Final
| 18 de janeiro de 1987 | Brasil | 0 – 1     | Argentina  | Estádio do Pacaembu, São Paulo, SP                                              |
| 18:00                 |        | Relatório | 47' Felman | Árbitro: Walter Eschweiler Auxiliares: José de Assis Aragão e Arturo Ithurralde |

| - Brasil: Renato; Eurico, Djalma Dias, Alfredo Mostarda (Chicão) e Toninho Baiano; Teodoro (Romeu), Paulo César Carpegiani e Rivellino; Jairzinho (Dario), Lola (Gil) e Edu. Técnico: Luciano do Valle. - Argentina: Buttice; Squeo, Piris, Mouzo e Cortés; Berta, Brindisi (Rocchia) e Babington (Albrecht); González, Felman (Ceballos) e Más. Técnico: Carmelo Faraone. |

## Premiação
| Copa Pelé de 1987            |
| Argentina                    |
| ---------------------------- |
| ARGENTINA Campeã (1º título) |